# Gabriel Löwenstein

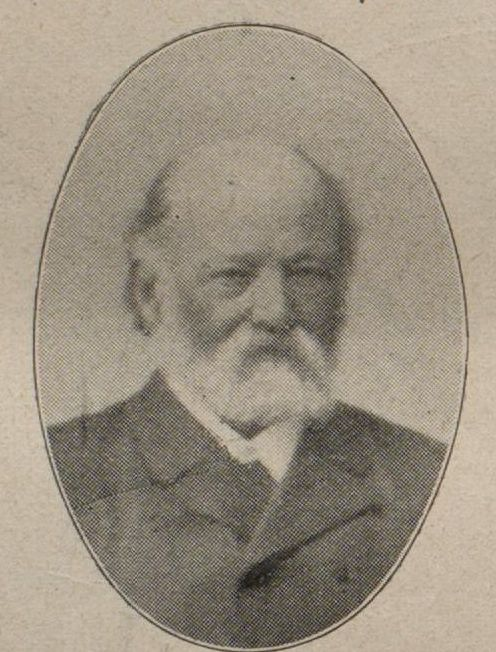
Gabriel Löwenstein

Gabriel Löwenstein (* 7. November 1825 in Fürth; † 17. Januar 1911 in Nürnberg) war ein sozialdemokratischer Politiker.

## Leben

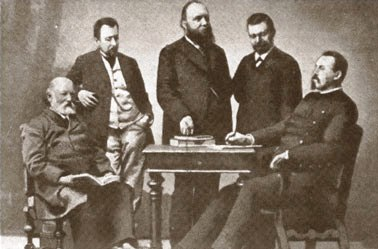
Mitglieder der SPD-Fraktion im bayerischen Landtag im Jahr 1893 (Ganz links: Gabriel Löwenstein)

Löwenstein stammte aus einer jüdischen Familie und erlernte das Weberhandwerk. Während der Revolution von 1848/49 nahm er aktiv an der demokratischen Bewegung in Fürth teil. In den 1860er und 1870er Jahren besaß Löwenstein eine Bortenfabrik.
Bereits seit 1863 war er Mitglied im Arbeiterverein in Fürth. Im Jahr 1868 wurde Löwenstein zum zweiten Vorsitzenden des Vereinstages Deutscher Arbeitervereine gewählt. Im selben Jahr war er Mitbegründer des Fürther Bürgerbundes. 1869 war er als Teilnehmer des Eisenacher Parteitages Mitbegründer des SDAP. In Fürth war Löwenstein zwischen 1869 und 1871 Mitglied im Gemeindekollegium und von 1872 bis 1878 Magistratsrat.
Löwenstein gilt als der Begründer der sozialdemokratischen Presse in Franken. Er gründete 1871 das Fürther demokratische Wochenblatt mit. Er gab seine Firma auf und war seither nur noch für die Partei tätig. So war er zwischen 1885 und 1907 Redakteur der Fränkischen Tagespost in Nürnberg.
Löwenstein war bis zu Beginn des 20. Jahrhunderts Teilnehmer fast aller Parteitage der SPD. Im Zuge des Sozialistengesetzes wurde er zu einer mehrmonatigen Haftstrafe verurteilt. Nach deren Verbüßung emigrierte er 1880 für kurze Zeit in die USA. Zwischen 1893 und 1905 war Löwenstein Mitglied der Zweiten Kammer des Bayerischen Landtages.